# Мусин, Латфулла Нугманович
Латфулла Нугманович Мусин (1913—1997) — советский работник сельского хозяйства, Герой Социалистического Труда.

## Биография
Родился в 1913 году в селе Сукман Российской империи, ныне Агрызский район Татарстана.
В 1934 году окончил Арское педагогическое училище (ныне Арский педагогический колледж имени Габдуллы Тукая) и был направлен на работу в Муслюмовский район, где стал директором Ташлиярской семилетней школы. Великая Отечественная война прервала его трудовую деятельность и Мусин стал её участником, получив боевые награды.
После демобилизации вернулся на родину и возглавил колхоз им. Кирова Муслюмовского района, который вывел из отстающих. В 1965 году, когда в СССР была разработана программа подъема сельского хозяйства, год работы хозяйства по-новому дал положительные результаты — на каждые 100 гектаров сельхозугодий колхозники произвели 36 центнеров мяса, 116 центнеров молока, 8619 штук яиц и 66 кг шерсти. За эти достижения Латфулла Мусин получил орден Ленина и как один из лучших руководителей хозяйств Татарской АССР, был делегирован на III Всесоюзный съезд колхозников. А в 1969 году руководимый им колхоз им. Кирова стал миллионером.
В 1976 году Латфулла Нугманович Мусин вышел на пенсию, жил в Муслюмовском районе. Умер в 1997 году.

## Награды
- В 1971 году Л. Н. Мусину было присвоено звание Героя Социалистического Труда с вручением ордена Ленина.
- Также был награждён вторым орденом Ленина и медалями, в том числе ВДНХ СССР.